# Линия 12 (Парижское метро)
Линия 12 — одна из 16 линий Парижского метро. Проходит с севера на юг Парижа. Связывает важнейшие железнодорожные узлы города.
Линия была построена в 1905—1910 годах и успешно открыта как Линия А. На схемах обозначается числом 12 и зелёным цветом.

## Хронология
- 1901—1905 — планирование линии.
- 1905—1910 — строительство линии.
- 5 ноября 1910: запуск компанией Север-Юг линии A на участке Порт-де-Версаль — Нотр-Дам-де-Лорет
- 8 апреля 1911: Нотр-Дам-де-Лорет — Пигаль
- 31 октября 1912: Пигаль — Жюль Жоффрен
- 23 августа 1916: Жюль Жоффрен — Порт-де-ля-Шапель
- 1930: вхождение линии в подчинение СМР и переименование в линию 12.
- 24 марта 1934: Порт-де-Версаль — Мэри-д’Исси
- 18 декабря 2012: Порт-де-ля-Шапель — Фрон Популер
- 31 мая 2022: Фрон Популер — Мэри д’Обервилье